# Старый Борок (Тверская область)
Старый Борок — деревня в Борковском сельском поселении Бежецкого района Тверской области России.

## География
Расположена севернее деревни Клетиково и восточнее деревни Село Новое, с которой соединена просёлочной дорогой.

## Население
| 2008 | 2010 |
| ---- | ---- |
| 13   | ↘1   |